# Inter-Fragrances
Zakład Produktów Aromatycznych, Zapachowych i Kosmetycznych Inter-Fragrances – polskie przedsiębiorstwo kosmetyczne typu joint venture, założone 20 grudnia 1978 roku w Poznaniu przez Ignacego Zenona Soszyńskiego. Po dwóch latach działalności inicjatywa zyskała status tzw. firmy polonijnej, z biegiem lat stając się największym tego typu przedsiębiorstwem w PRL.

## Historia

### Okres PRL
Przedsięwzięcie, noszące pierwotnie nazwę Zakłady Produktów Aromatycznych i Kosmetycznych Inter-Fragrances-Reunis, było wówczas pierwszą tego typu firmą w Poznaniu i dwunastą na obszarze PRL. Przygotowania do założenia firmy odbywały się od 1977 roku w Polsce, a 20 grudnia 1978 r. uzyskała zezwolenie na wykonywanie rzemiosła przez osobę zagraniczną, wydane przez Urząd Wojewódzki w Poznaniu. 
Przedsiębiorstwo rozpoczęło działalność gospodarczą jako firma polonijna 1 stycznia 1980 roku, jako Inter Fragrances. Pierwszą siedzibą firmy został Bazar Poznański. Firma produkowała w tym okresie przeszło 250 rodzajów wyrobów, w tym artykuły spożywcze (cukiernicze, przetwory owocowo-warzywne, zioła), kosmetyki, chemię gospodarczą i wyroby drewniane. Następnie była producentem środków do kuracji i pielęgnacji włosów oraz skóry głowy pod marką Seboradin.
Do 1987 r. firmą zarządzał Ignacy Zenon Soszyński, a od 1987 jego dzieci, Sylwia Pawluśkiewicz i Wojciech Soszyński. 

### Po 1989 roku
Od 2000 roku firmą zarządzają Edyta i Filip Pawluśkiewicz, wnuk Ignacego Zenona Soszyńskiego.
W dniu 26 maja 2017 Sąd Rejonowy Poznań – Stare Miasto w Poznaniu ogłosił upadłość spółki Przedsiębiorstwo Zagraniczne „Inter-Fragrances” Sp. z o.o., obejmującą likwidację jej majątku.